# Sunset Song
Sunset Song är en brittisk långfilm från 2015 i regi av Terence Davies och med manus baserat på boken med samma namn av Lewis Grassic Gibbon. Bland skådespelarna finns bland andra Peter Mullan och Agyness Deyn.